# دیوانه (فیلم ۲۰۱۸)
دیوانه (انگلیسی: Unsane) فیلمی آمریکایی در ژانر وحشت روان‌شناختی به کارگردانی استیون سودربرگ و نویسندگی جاناتان برنستین و جیمز گریر است که در سال ۲۰۱۸ منتشر شد. از بازیگران آن می‌توان به کلر فوی، جاشوآ لنرد، جی فارو، جونو تیمپل، ایمی مالینز و ایمی اروینگ اشاره کرد.